# Choga Mami
Choga Mami est un site archéologique du Néolithique, situé en Irak, près de la ville de Mandali (province de Diyala). Il est daté de la période de Samarra, autour de 6000 av. J.-C.

## Irrigation
On trouve à Choga Mami des canaux d'irrigation qui figurent parmi les plus anciens canaux connus creusés par l'homme. Il s'agit d'abord de petites rigoles datées d'environ 6000 av. J.-C., puis d'un autre canal bien plus large (environ 10 mètres), creusé vers à la fin du VIe millénaire av. J.-C..
Cela constitue une étape majeure dans le développement de l'agriculture, qui peut dès lors s'étendre autour des points d'eau des espaces arides, à commencer par la plaine mésopotamienne.